# ФК Сексард УФК
ФК Сексард УФК (мађ. Szekszárdi Utánpótlásnevelő Football Club) је мађарски фудбалски клуб из Сексарда, Толна, Мађарска, који се такмичи на националном првенству НБ III, трећем рангу мађарског фудбала.

## Историја клуба
У „Стефанија фудд бару” у петак, 16. децембра 2009. године на конференцији за новинаре на крају године и на вечери је објављено да је клуб нашао нове спонзоре: Tolle, TolnAgró állatgyógyászati Kft, Tarr Kft., Gemenc Volán Zrt., Tóth-ÖKO, JAKO Magyarország Kft, Lián kertészet, Градска општина Сексард, Алписиг, Бела Наполи и још неки мањи донатори. Рекламно име удружења 2010-их је неко време било Tolle UFC Szekszárd.

## Промена имена
- 1993–1994: ШЕ Полгар Сексард − Szekszárdi Polgári SE
- 1994–1998: ФК Утанпотлаш Сексард − Utánpótlás FC Szekszárd
- 1998–1999: УФК Јеркинг Сексард − Jerking Szekszárd UFC
- 1999–2009: ФК Утанпотлашневело Сексард − Szekszárdi Utánpótlásnevelő Football Club
- 2009–данас: ФК Толе Утанпотлашневело Сексард − Tolle Utánpótlásnevelő Football Club Szekszárd